# Eriocaulon obclavatum
Eriocaulon obclavatum är en gräsväxtart som beskrevs av Yoshisuke Satake. Eriocaulon obclavatum ingår i släktet Eriocaulon och familjen Eriocaulaceae. Inga underarter finns listade i Catalogue of Life.